# Baetopus wartensis
Baetopus wartensis is een haft uit de familie Baetidae. De wetenschappelijke naam van de soort is voor het eerst geldig gepubliceerd in 1960 door Keffermüller.
De soort komt voor in het Palearctisch gebied.